# دائرة تيط مليل
دائرة تيط مليل هي إحدى دوائر إقليم مديونة، التابع لجهة الدار البيضاء سطات، المملكة المغربية. تضم الدائرة 3 جماعات قروية، وبلغ عدد سكانها 48479 فرداً سنة 2004 حسب الإحصاء الرسمي للسكان والسكنى. يتبع للدائرة 10 مشيخة و34 دوار.

## التقسيمات الإداريّة
تعتبر دائرة تيط مليل إحدى الدوائر المشكّلة لإقليم مديونة، وهو التقسيم الإداري من المستوى الرابع المعتمد في المغرب. ينقسم إقليم مديونة إلى 3 جماعات قروية تختلف من حيث السكان والمساحة، والتي بدورها تنقسم إلى مشيخات تضم عدداً من الدواوير.